# Ancistrus martini
Az Ancistrus martini a sugarasúszójú halak (Actinopterygii) osztályának harcsaalakúak (Siluriformes) rendjébe, ezen belül a tepsifejűharcsa-félék (Loricariidae) családjába tartozó faj.

## Előfordulása
Az Ancistrus martini Dél-Amerikában fordul elő. A venezuelai Maracaibo-tóba ömlő Zulia- és Catatumbo-folyók lakója.

## Megjelenése
Ez az algaevő harcsafaj legfeljebb 8,9 centiméter hosszú.

## Életmódja
A trópusi édesvizeket kedveli. Mint a többi Ancistrus-faj, a víz fenekén él és keresi meg a táplálékát.